# Mary Miller
Pour les articles homonymes, voir Mary Miller (homonymie) et Miller.
Mary Miller (née le 27 décembre 1929 à Gorleston-on-Sea dans le comté de Norfolk (Angleterre) et morte le 11 juillet 2020 à Denville Hall, Northwood, Londres) est une actrice anglaise.

## Filmographie

### Cinéma
- 1982 : Forces spéciales : la fille dans la cabine
- 1982 : Kommandos kai manoulia
- 1981 : O teleftaios... antras!
- 1980 : O kotsos stin E.O.K.

### Télévision
- 1972 : The Befrienders : Anne Griffith (1 épisode)
- 1971 : ITV Saturday Night Theatre : Jean (1 épisode)
- 1970 : Marty Amok : divers rôles
- 1969 : Barrister at Law : Anna
- 1968-1969 : Marty : divers rôles (6 épisodes)
- 1968 : The Mock Doctor : Martine (2 épisodes)
- 1967 : Thirty-Minute Theatre (en) (1 épisode)
- 1967 : Hobson's Choice : Maggie Hobson (3 épisodes)
- 1967 : Jackanory : Conteur (5 épisodes)
- 1968-1968 : The Wednesday Play : divers rôles (2 épisodes)
- 1966 : Thirteen Against Fate : Alice (1 épisode)
- 1966 : No Hiding Place : Ann Harrington (1 épisode)
- 1966 : Mystery and Imagination : Lucy (1 épisode)
- 1966 : Theatre 625 : Beatie Bryant (1 épisode)
- 1965-1968 : Dr. Finlay's Casebook : divers rôles (2 épisodes)
- 1965 : The Troubleshooters : Lizzie
- 1965 : Dixon of Dock Green : Diana Gibbs (1 épisode)
- 1964 : The Indian Tales of Rudyard Kipling : Mme Denville (1 épisode)
- 1964 : Poigne de fer et séduction (The Protectors) : Tamara (1 épisode)
- 1961 : The Younger Generation : divers rôles (8 épisides)
- 1959 : No Hiding Place : Ann Elsden (1 épisode)
- 1959 : The Golden Spur : Alice Chandler (1 épisode)